# Phalgu
Phalgu és un riu de l'Índia al districte de Gaya a Bihar, format per la unió prop de Gaya de dos torrents, el Lilajan i el Mohana que venen del sud. El riu és considerat sagrat. El riu travessa el districte i corre en direcció nord. Després de passar Gaya segueix uns 45 km en direcció nord-est fins a les muntanyes Barabar en què es divideix en dues branques que desaigüen en una branca del Punpun.